# Korea Juniors 2013
Das Korea Juniors 2013 fand als bedeutendstes internationales Nachwuchsturnier von Südkorea im Badminton vom 12. bis zum 17. November 2013 in Jeonju statt. Es war die zweite Auflage der Veranstaltung.

## Sieger und Platzierte
| Disziplin    | Gold                       | Silber                    | Bronze                                     |
| ------------ | -------------------------- | ------------------------- | ------------------------------------------ |
| Herreneinzel | Choi Sol-gyu               | Phạm Cao Cường            | Heo Kwang-hee                              |
| Herreneinzel | Choi Sol-gyu               | Phạm Cao Cường            | Jeon Hyeok-jin                             |
| Dameneinzel  | Kim Hyo-min                | Liang Xiaoyu              | Lee Min-ji                                 |
| Dameneinzel  | Kim Hyo-min                | Liang Xiaoyu              | Seo Soo-hee                                |
| Herrendoppel | Heo Kwang-hee Choi Sol-gyu | Kim Jung-ho Park Se-woong | Phạm Hồng Nam Đỗ Tuấn Đức                  |
| Herrendoppel | Heo Kwang-hee Choi Sol-gyu | Kim Jung-ho Park Se-woong | Kittiphon Chairojkanjana Thanadol Jumpanoi |
| Damendoppel  | Kim Hye-rin Lee Sun-min    | Kim Ji-won Chae Yoo-jung  | Jeon Dan-bi Kim Yoo-jung                   |
| Damendoppel  | Kim Hye-rin Lee Sun-min    | Kim Ji-won Chae Yoo-jung  | Lee Jung-hye Kim Tae-hee                   |
| Mixed        | Choi Sol-gyu Chae Yoo-jung | Kim Jung-ho Kim Ji-won    | Park Se-woong Lee Sun-min                  |
| Mixed        | Choi Sol-gyu Chae Yoo-jung | Kim Jung-ho Kim Ji-won    | Thanadol Jumpanoi Ruethaichanok Laisuan    |